# Swahili (narod)
Swahili je naziv za narod i kulturu koja se može pronaći na obalama istočne Afrike, uglavnom u obalnim područjima i otocima Kenije i Tanzanije. Danas ima između 3.2 mil i 3.6 mil Swahilija. Ime Swahili dolazi od arapske riječi Sawahil, što znači "stanovnici obale", a Swahili govore swahili jezik.

## Povijest
Kroz povijest su se Swahili mogli pronaći na sjeveru do Mogadishua u Somaliji te na jugu do rijeke Rovuma u Mozambiku. Iako se nekoć smatralo da predstavljaju potomke perzijskih kolonista, većina povjesničara, paleolingvista i arheologa smatra da su drevni Swahili u biti Bantu narod koji je bio u stalnoj i intenzivnoj vezi s muslimanskim trgovcima već u kasnom 7. i ranom 8. stoljeću. U 12. stoljeću Swahili su postali posebna i moćna kultura, koncentrirana u nizu obalnih trgovačkih gradova od kojih je najvažniji bio Kilwa Kisiwani. Tragovi ovog zlatnog doba se i danas mogu pronaći.
Portugalski dolazak na obalu godine 1498. doveo je do gubitka nezavisnosti Swahilija godine 1509. Portugalce su krajem 17. stoljeća smijenili Omanski Arapi, koji su kontrolirali regiju. Između 1822. i 1837. Swahili oblast je čak bila dio Omanskog Carstva, a Sultan Said bin Sultan, Sultan Muscata i Omana, premjestio je svoju prijestolnicu iz Muscata u Omanu u Zanzibar. Arapi su bili prilično aktivni u trgovini robljem, pa se do 1860-ih oko 70.000 ljudi godišnje prodavalo na tržnicama roblja u Zanzibaru.
Do godine 1900. Britanija i Njemačka su preuzeli nadzor nad regijom, stvorivši temelje modernih država Kenije i Tanzanije.

## Kultura
Swahili se uglavnom vide kao gradski trgovci, iako to danas i nije tako točno kao što je bilo u prošlosti, jer Swahili više ne dominiraju trgovinom. Poljoprivreda je postala raširenija aktivnost, pa uzgajaju kikiriki, proso, rižu, sijerak, voće i povrće kao nadopunu ribarenju. Muškarci vole ribolov na otvorenom moru, dok žene više vole loviti ribu s obale pomoću mreža.

## Religija
Islam se pojavio na istočnoafričkoj obali oko 8. stoljeća, kada su trgovci iz Perzijskog zaljeva i Arapskog poluotoka putovali u to područje tijekom monsunskih sezona kako bi kontaktirali s lokalnim stanovništvom kroz trgovinu, miješane brakove i stvaranje obalnih gradova, pa su zbog tog utjecaja većina današnjih Swahilija muslimani.
Danas, u većini sela i gradova gdje su Swahili većina, džamije i medres su temelj života Swahilija, i ispovijeda se islam. Neke zajednice unose elemente tradicionalnih afričkih vjerovanja u svoju religiju.

## Vanjske poveznice
- The Story of Africa: The Swahili — BBC World Service
- Swahili Culture